# 波濤を越えて
『波濤を越えて』（はとうをこえて、スペイン語: Sobre las olas）はメキシコの作曲家フベンティーノ・ローサス作曲のワルツで、1884年発表の曲。英語の題名として、「Over the waves」とつけられる場合もある。

## 概要
遊園地、レジャー施設のBGMに用いられるなど、認知度が非常に高いワルツであるが、作曲者についてはあまり知られていない。ヨハン・シュトラウス2世作曲と間違えられる場合もあるほど、伝統的なウィンナ・ワルツの雰囲気を持っている。
クラシック音楽のワルツとして演奏されたりすることが多いが、ストリートオルガンの演奏や、アコーディオンの演奏も、曲のイメージにふさわしい。ジャズやカントリーなどのポピュラー音楽としての演奏もある。
アメリカ合衆国ではサーカスの空中ブランコの定番の音楽になっている。